# Elvis: That's the Way It Is
Elvis: That's the Way It Is é um documentário dirigido por Denis Sanders que retrata os espetáculos, ensaios e bastidores de Elvis Presley no Festival de Verão em Las Vegas em 1970 e um dos momentos mais emblemáticos da carreira do cantor. Houve um relançamento em 2001 com o subtítulo "Edição Especial". Foi o primeiro filme não-dramático de Elvis desde o início de sua carreira em 1956 e marcou o retorno dele aos palcos após anos trabalhando apenas no cinema.

## Sinopse
O documentário registra cenas de vários ensaios e as gravações de seis shows apresentados em Las Vegas em 1970. Além das performances musicais, muitas brincadeiras de Elvis com os músicos, plateia e com momentos de sua carreira passada, como iniciar a apresentação de "Love me tender" com uma minúscula guitarra numa referência a ser muito jovem na época, ou mencionar Ed Sullivan e a proibição no programa dele de que aparecesse da cintura para baixo. Na plateia e nos bastidores, muitas celebridades como Cary Grant e Sammy Davis Jr..

### Lista dos Shows/Ensaios
- 14 de julho ensaio (M.G.M. Estúdio 1, Culver City, Califórnia)
- 15 de julho ensaio (M.G.M. Estúdio 1, Culver City, Califórnia)
- 24 de julho ensaio (Estúdios R.C.A., Hollywood, Califórnia)
- 29 de julho ensaio (M.G.M. estúdios, Culver City, Califórnia)
- 4 de agosto ensaio (Centro de Convenções, International Hotel, Las Vegas, Nevada)
- 7 de agosto ensaio no palco
- 10 de agosto ensaio no palco
- 10 de agosto show de abertura da noite
- 11 de agosto show do jantar
- 11 de agosto show da meia-noite
- 12 de agosto show do jantar
- 12 de agosto show da meia-noite
- 13 de agosto show do jantar
- 9 de setembro (Arizona Veterans Memorial Coliseum, Phoenix, Arizona)

## Elenco
- Elvis Presley
- The Imperials (vocais)
  - Terry Blackwood
  - Armond Morales
  - Joe Moscheo
  - Jim Murray
  - Roger Wiles
- The Sweet Inspirations (vocais)
  - Estell Brown
  - Myrna Smith
  - Sylvia Shemmell
  - Ann Williams
- TCB Band
  - Joe Guercio (maestro)
  - James Burton (guitarra base)
  - Glen D. Hardin (piano)
  - Charlie Hodge (violão, gaita)
  - Jerry Scheff (baixo)
  - Ron Tutt (bateria)
  - John Wilkinson (guitarra rítmica)
- Richard Davis
- Joe Esposito
- Felton Jarvis
- Millie Kirkham (vocaiss)
- Del 'Sonny' West
- Red West
- Sammy Davis Jr.
- Cary Grant
- Xavier Cugat
- George Hamilton
- Charo

## Produção
O conceito original e aconselhamento técnico do filme foi do Coronel Tom Parker que queria um retorno triunfante de Elvis aos espetáculos ao vivo, com gravações de circuito fechado de televisão. A maior parte das filmagens foram realizadas no International Hotel em Las Vegas, apesar de mostrados trechos em outras localidades:
- A sequência da abertura dos créditos mostram cenas no Arizona Veterans Memorial Coliseum em Phoenix em 9 de setembro de 1970. Foi o primeiro show de Elvis após 13 anos.
- Elvis e seus músicos são mostrados ensaiando para Las Vegas nos Estúdios da MGM em Culver City, Califórnia. Canções ensaiadas são "I Just Can't Help Believing", "What'd I Say", "Little Sister", "Words", "That's All Right Mama" e "The Next Step Is Love". As cenas são do final de julho de 1970.
- Os vocalistas The Sweet Inspirations, Millie Kirkham e The Imperials aparecem ensaiando as canções "You Don't Have to Say You Love Me" e "Bridge Over Troubled Water" (com Elvis).
- Ensaios das canções "Mary in the Morning" e "Polk Salad Annie" tomaram parte no International Hotel, a maior parte em 7 de agosto de 1970.
- Cenas da convenção da "Elvis Appreciation Society" em Luxembourg foram realizadas em 5 de setembro de 1970. Os DJs da Radio Luxembourg Tony Prince e Peter Aldersley comandaram as festividades. Elvis aparece com uma bicicleta de sua propriedade. Adicionalmente, muitos artistas apresentaram versões próprias das canções de Elvis.

## Canções

### Lançamento de 1970
Nos Ensaios
- Words
- The Next Step Is Love
- Polk Salad Annie
- Crying Time
- That's All Right Mama
- Little Sistes/Get Back
- What I'D Say
- Stranger In The Crowd
- How The Web Was Woven
- I Just Can't Help Believen
- You Don't Have To Say You Love Me
- Bridge Over Troubled Water
- You've Lost That Loving Feeling
- Mary In The Morning

No Palco
- Mystery Train/Tiger Man
- That's All Right Mama
- I've Lost You
- Just Pretend
- Patch It Up
- Love Me Tender
- You've Lost That Loving Feeling
- Sweet Caroline
- I Just Can't Help Believen
- Bridge Over Troubled Water
- Heartbreak Hotel
- One Night
- Blue Suede Shoes
- All Shook Up
- Suspicious Minds
- Can't Help Falling In Love
- You Don't Have To Say You Love Me

### Lançamento de 2001
Ensaios
- Mystery Train/Tiger Man
- That's All Right
- Little Sister/Get Back
- Words
- My Baby Left Me
- Crying Time
- Love Me
- Twenty Days and Twenty Nights
- Bridge Over Troubled Water
- Cattle Call
- Chime Bells
- Santa Claus Is Back In Town
- Mary In The Morning

No Palco
- That's All Right
- I Got A Woman
- Hound Dog
- Heartbreak Hotel
- Love Me Tender
- I Can't Stop Loving You
- Just Pretend
- The Wonder Of You
- In The Ghetto
- Patch It Up
- You've Lost That Loving Feeling
- Polk Salad Annie
- One Night
- Don't Be Cruel
- Blue Suede Shoes
- All Shook Up
- You Don't Have To Say You Love Me
- Suspicious Minds
- Can't Help Falling In Love

### The Lost Performances 1992
No Palco
- Walk A Mile In My Shoes
- The Wonder Of You
- Don't Cry Daddy
- In The Ghetto
- There Goes My Everything
- Make The World Go Away
- Just Pretend
- Heartbreak Hotel
- Twenty Days and Twenty Nights
- Love Me
- Hound Dog
- Don't Be Cruel

Ensaios
- I Washed My Hands In Muddy Water
- I Was The One
- I Can`t Stop Loving You
- Baby Let's Play House
- Don't
- Money Honey

## Fichas técnicas

### Músicos
- Elvis Presley: Voz, Violão, Guitarra, Piano
- James Burton: Guitarra Solo
- John Wilkinson: Guitarra Base
- Charlie Hodge: Violão
- Jerry Scheff: Baixo
- Glen D. Hardin: Piano
- Ronnie Tutt: Bateria
- Millie Kirkham, Imperial Quartet, Sweet Inspirations: Vocais

### Ficha técnica adicional
- Estúdio: MGM
- Lançamento: Novembro de 1970

### Ficha técnica do lançamento de 2001
- Nome completo: That's The Way It Is Special Edition
- Estúdio: MGM/Turner Entertainment
- Duração: 92 minutos
- Cor

## Informações adicionais
Existe muito material inédito para ser lançado. Em 2005 várias horas "vazaram" pela internet, tendo sido lançado até um DVD pirata. Algumas canções são as mesmas nas versões de 1970 e 2001, porém, o ângulo da câmera é diferente.